# Pacte mondial pour les réfugiés
Ne doit pas être confondu avec Pacte sur la migration et l'asile.
Le Pacte mondial pour les réfugiés (anglais : Global Compact on Refugees) est un pacte mondial de l'Organisation des Nations unies visant à renforcer la réponse internationale aux mouvements massifs de réfugiés et aux situations de réfugiés prolongées.

## Description
Les États membres de l'ONU ont adopté le 17 décembre 2018 à une très grande majorité le Pacte mondial sur les réfugiés. 181 pays de l'Assemblée générale des Nations unies ont voté pour la résolution sur ce pacte, deux contre (les États-Unis et la Hongrie) et trois pays se sont abstenus (la République dominicaine, l'Érythrée et la Libye),.
Appartenant à la catégorie du droit mou, il n'est pas juridiquement contraignant.
La Déclaration de New York pour les réfugiés et les migrants de l'ONU, a chargé le HCR de s'inspirer du Cadre d'action global pour les réfugiés (CRRF) , figurant à l'Annexe I de la Déclaration, pour élaborer un « pacte mondial sur les réfugiés ».
La Déclaration de New York a également lancé un processus séparé de négociations en vue de l'adoption d'un pacte mondial sur les migrations , auquel le HCR participe activement.
Le Pacte mondial pour les réfugiés repose sur – et ne remplace pas - le système juridique international en vigueur pour les réfugiés. Ce système comprend la Convention de Genève et d'autres instruments juridiques internationaux sur les réfugiés, les droits de l'homme et le droit humanitaire.
La Convention de Genève met l'accent sur les droits des réfugiés et les obligations des États, mais ne traite pas de la coopération internationale au sens large. Et c'est ce que le pacte mondial pour les réfugiés cherche à résoudre.
La Convention de Genève ne précise pas comment partager la charge et la responsabilité, et c'est ce que fait le Pacte mondial sur les réfugiés.

## Motifs

### L'Agenda 2030 pour le développement durable
La question des migrations et des réfugiés est abordée dès le préambule de l'Agenda 2030 pour le développement durable, adopté le 25 septembre 2015 par l'Assemblée générale des Nations unies. Aucun objectif de développement durable n'y est dédié, mais 11 des 17 objectifs se penchent de près ou de loin sur la question des migrations et mobilités mondiales : éducation des personnes en situation vulnérable, accès à travail décent, réduction des inégalités, lutte contre la traite des êtres humains, etc. L'injonction de l'Agenda 2030, « ne laisser personne de côté », constitue également une base de travail pour la question des personnes apatrides.

### Les déplacements massifs de réfugiés et de migrants
Les déplacements massifs de réfugiés et de migrants ont des ramifications politiques, économiques, sociales, développementales et humanitaires et des ramifications en matière de droits de l'homme qui ne connaissent pas de frontières. Il s'agit d'un phénomène mondial appelant des approches et des solutions mondiales. Aucun État ne peut à lui seul gérer ces déplacements. Les pays voisins ou les pays de transit, pays en développement pour la plupart, sont particulièrement touchés. Leurs capacités sont fortement sollicitées dans de nombreux cas, ce qui a une incidence sur leur développement et leur cohésion au niveau social et économique. En outre, les crises de réfugiés prolongées sont désormais chose courante, avec des conséquences à long terme pour les personnes concernées mais aussi pour les pays et les communautés d'accueil, à qui il faut venir en aide grâce à un renforcement de la coopération internationale.
En 2015, ils étaient plus de 244 millions, leurs effectifs progressant à un rythme plus rapide que ceux de la population mondiale. Cependant, on dénombre environ 65 millions de personnes déplacées de force, dont plus de 21 millions de réfugiés, 3 millions de demandeurs d'asile et plus de 40 millions de personnes déplacées dans leur propre pays.
Si leur traitement relève de cadres juridiques distincts, les réfugiés et les migrants jouissent des mêmes libertés fondamentales et droits de l'homme universels.
Les « réfugiés » et les « migrants » jouissent des mêmes libertés fondamentales et droits de l'homme universels, qui doivent être respectés, protégés et exercés en toutes circonstances. Toutefois, les migrants et les réfugiés sont deux groupes différents relevant de cadres juridiques distincts. Seuls les réfugiés bénéficient de la protection internationale définie par le droit international des réfugiés.

### Déclaration de New York pour les réfugiés et les migrants
Le 19 septembre 2016, l'Assemblée générale des Nations unies a adopté à l'unanimité la Déclaration de New York pour les réfugiés et les migrants,.
La Déclaration de New York réaffirme l'importance du régime international applicable aux réfugiés et comporte un vaste éventail d'engagements pris par les États membres à renforcer et à améliorer les mécanismes de protection des personnes qui se déplacent. Elle a ouvert la voie à l'adoption de deux nouveaux pactes mondiaux en 2018 : un Pacte mondial sur les réfugiés et un Pacte mondial pour des migrations sûres, ordonnées et régulières,, dit aussi « Pacte de Marrakech ».
La Déclaration de New York définit les éléments clés d'un Cadre d'action global pour les réfugiés (CRRF) devant être appliqué aux mouvements massifs de réfugiés et aux situations de déplacement prolongées. Le Cadre d'action global met l'accent sur l'importance d'aider les pays et les communautés qui accueillent un grand nombre de réfugiés, d'assurer la participation des acteurs du développement à un stade précoce, et d'élaborer une approche des réponses en faveur des réfugiés qui engage l'ensemble de la société.

## Contenu du pacte
Le Pacte sur les réfugiés s'inspire des principes fondamentaux d'humanité et de solidarité internationale. Il vise à opérationnaliser les principes de partage de la charge et des responsabilités pour mieux protéger et assister les réfugiés, et soutenir les pays et communautés d'accueil. Il est totalement apolitique, notamment dans sa mise en œuvre, et est conforme aux buts et principes de la Charte des Nations unies. Il repose sur le régime international de protection des réfugiés, centré sur le principe cardinal du non-refoulement, au cœur duquel se trouvent la Convention de Genève et son protocole de 1967. Certaines régions ont par ailleurs adopté des instruments spécifiques qui s'appliquent dans leurs contextes respectifs. Le Pacte sur les réfugiés est guidé par les instruments internationaux pertinents relatifs aux droits de l'homme, le droit international humanitaire et par d'autres instruments internationaux applicables. Il est complété par des instruments de protection des apatrides, le cas échéant.

### Objectifs
Dans l'ensemble, les objectifs du Pacte sur les réfugiés consistent à : 
1. alléger la pression sur les pays d'accueil ;
2. renforcer l'autonomie des réfugiés ;
3. élargir l'accès aux solutions dans des pays tiers ; et
4. favoriser les conditions d'un retour dans les pays d'origine en sécurité et dans la dignité.

Le Pacte sur les réfugiés devrait permettre d'atteindre ces quatre objectifs liés et interdépendants, grâce à la mobilisation de la volonté politique, à une base élargie d'appui et à des arrangements facilitant des contributions plus équitables, plus soutenues et plus prévisibles entre les États et d'autres parties prenantes.

### Forum mondial sur les réfugiés
Un Forum mondial sur les réfugiés sera périodiquement convoqué au niveau ministériel pour que tous les États Membres des Nations unies et les parties prenantes concernées annoncent des engagements concrets et des contributions pour l'atteinte des objectifs du Pacte mondial fixé au paragraphe 7 ci-dessus, et examinent les possibilités, les défis et les moyens d'un meilleur partage de la charge et des responsabilités. Le premier Forum sera convoqué en 2019. Pour maintenir l'élan et la volonté politique, d'autres Forums seront convoqués par la suite tous les quatre ans, sauf s'il est convenu autrement à l'Assemblée générale. Ces Forums seront coconvoqués et coabrités par un ou plusieurs États, et le Haut Commissariat des Nations unies pour les réfugiés, avec l'invitation du Secrétaire général des Nations unies à y prendre part. Ils auront en principe lieu à Genève afin de faciliter la participation de tous les États. Les années où le Forum a lieu, le Dialogue du Haut-Commissaire sur les défis de protection ne se tiendra pas.

## La différence entremigrantetréfugiédans les deux pactes
ONU Info a préparé a guide pour expliquer la différence essentielle entre le statut de migrant et celui de réfugié, ainsi que les différences entre les deux pactes soutenus par l'ONU.
« Réfugié  » et « migrant ». Deux termes utilisés indifféremment pour décrire les millions de personnes dans le monde qui fuient un conflit ou recherchent de meilleures conditions de vie. Alors que l'ONU s'efforce de sécuriser des pactes mondiaux pour mieux les protéger, il est essentiel de comprendre les différences entre les deux.
La Déclaration de New York adoptée en septembre 2016 a donné naissance à deux pactes : l'un sur les réfugiés et l'autre sur les migrants. Bien qu'il s'agisse de groupes de personnes vivant hors de leur pays d'origine, il existe des distinctions cruciales entre les termes « réfugié » et « migrant ». Les deux Pactes sont des accords de nature volontaire et ne sont pas des instruments juridiquement contraignants.
Les réfugiés sont des personnes qui se trouvent en dehors de leur pays d'origine en raison de craintes de persécution, de conflits, de violences généralisées ou d'autres circonstances qui ont gravement perturbé l'ordre public et qui, par conséquent, nécessitent une protection internationale. La définition du réfugié figure dans la Convention de Genève et dans les instruments régionaux relatifs aux réfugiés, ainsi que dans le Statut du Haut-Commissariat des Nations Unies pour les réfugiés (HCR).
Bien qu'il n'existe pas de définition juridique formelle du migrant international, la plupart des experts s'accordent pour dire qu'il s'agit d'une personne qui change de pays de résidence habituelle, quels que soient le motif de la migration ou le statut juridique. En règle générale, une distinction est faite entre les migrations à court terme et temporaires, couvrant les mouvements d'une durée comprise entre trois et douze mois, et les migrations de longue durée ou permanente qui se rapportent à un changement de pays de résidence pour une durée d'un an ou plus.

### Article 1(A)(2) de la Convention de Genève relative au statut des réfugiés
Pour les juges et les fonctionnaires, nationaux ou internationaux, chargés d'examiner les demandes d'asile au regard de cette convention internationale, l'article essentiel qui inspire leur décisions de protection ou de non protection des exilés, est l'article 1(A)(2) (tel que modifié par le protocole relatif au statut des réfugiés, 1967) :

« Article premier - A. Aux fins de la présente Convention, le terme « réfugié » s'appliquera à toute personne : (...) 2) Qui craignant avec raison d'être persécutée du fait de sa race, de sa religion, de sa nationalité, de son appartenance à un certain groupe social ou de ses opinions politiques, se trouve hors du pays dont elle a la nationalité et qui ne peut ou, du fait de cette crainte, ne veut se réclamer de la protection de ce pays ; ou qui, si elle n'a pas de nationalité et se trouve hors du pays dans lequel elle avait sa résidence habituelle, ne peut ou, en raison de ladite crainte, ne veut y retourner. »